# 日経設備投資動向調査
日経設備投資動向調査（にっけいせつびとうしどうこうちょうさ）とは、日本経済新聞社が年2回実施している「設備投資動向調査」である。2004年度当初計画調査の場合、対象は上場企業と資本金1億円以上の有力企業で銀行、証券、保険を除いた3185社。回答のあった2017社のうち、連結関係にある企業を除いた1782社で集計した。（回答率63.3％） 

## 調査方法
対象となる企業に調査票が送られてくる。中に入っている用紙に記入して、同封の返信用封筒に入れて返送すればよい。

## 概要
設備投資の対象となる金額を記入する。通常、企業が工事等する場合、すぐに支払いをするわけではなく、実際の支払いは数ヵ月後である。（例えば、3ヵ月後に支払いをする企業の場合、2003年3月の工事なら支払いは2003年6月である。）そのため、実際の工事時期による投資額（決算ベース）と支払い時期による投資額（支払いベース）は異なるが、通常、決算書、有価証券報告書などの資料は決算ベースで作成されるので、この調査で発表される数字も決算ベースである。

## 数字の内容について
この調査では事業用土地の取得費用は設備投資に含むものとされている。但し、これは含まない、これは含む…と細かく規定されているわけではない。従ってある程度記入者個人の裁量に委ねられてしまい、全企業が同じものさしで記入しているわけではない。なお、日経リサーチでは各企業からの回答をそのまま集計しているだけで正誤のチェックをしているわけではない（それは不可能である）したがってもし誤った回答が提出されればそのまま集計されてしまう。
なお、特定のテーマ（例えば、「環境対策に関する投資額」など）の場合明確な基準がなく記入する人によって解釈が異なり、同じ内容の設備投資をある回答者は「環境対策」に含め、別の回答者は「環境対策」に含めない…ということもよくある。また同一の企業であっても人事異動で回答担当者が変わると回答の記入の仕方の解釈が異なってしまうということもよくある。したがってそういった個人差による「誤差」も一応頭に入れておいたほうが良いだろう。
また、各企業からの回答はあくまでも予想数字の調査であって、この調査で発表された数字が実際の投資額となるわけではなく、調査票の数字が実績と大きく乖離することも珍しくはない。
したがってあくまでも参考としてとらえるべきであろう。